# Sukaresmi (Ciomas)
Sukaresmi is een bestuurslaag in het regentschap Bogor van de provincie West-Java, Indonesië. Sukaresmi telt 11.450 inwoners (volkstelling 2010).